# Pământ natal

„Home Soil” este un episod din primul sezon al serialul științifico-fantastic „Star Trek: Generația următoare”. Scenariul este scris de  Robert Sabaroff; regizor este Corey Allen. A avut premiera la 22 februarie 1988.

## Prezentare
Membrii echipajului navei Enterprise descoperă o formă de viață cristalină cu o inteligență criminală, care a ucis de-a lungul timpului oameni de știință implicați într-un proiect de terraformare.